# Ченто, Фернандо
Фернандо Ченто (англ. Fernando Cento; 10 августа 1883, Полленца, королевство Италия — 13 января 1973, Рим, Италия) — итальянский куриальный кардинал и ватиканский дипломат. Епископ Ачиреале с 22 июля 1922 по 24 июня 1926. Титулярный архиепископ Селеучи Пьерии с 24 июня 1926. Апостольский нунций в Венесуэле с 28 июня 1926 по 26 июля 1936. Апостольский нунций в Перу с 26 июля 1936 по 9 марта 1946. Апостольский нунций в Эквадоре с 25 июля по 27 ноября 1937. Апостольский нунций в Бельгии и Люксембурге с 9 марта 1946 по 26 октября 1953. Апостольский нунций в Португалии с 26 октября 1953 по 15 декабря 1958. Великий пенитенциарий с 12 февраля 1962 по 6 апреля 1967. Кардинал-священник с 15 декабря 1958, с титулом церкви pro illa vice Сант-Эустакьо с 12 марта 1959 по 23 апреля 1965. Кардинал-епископ Веллетри с 23 апреля 1965.